# إدوارد هنري ألين
إدوارد هنري ألين (بالإنجليزية: Edward Henry Allen)‏ هو ضابط أمريكي، ولد في 2 مارس 1908 في بيكين في الولايات المتحدة، وتوفي في 7 مايو 1942 في بحر المرجان في أستراليا بسبب قتل في المعركة.